# هوهان وروتنتسی
هوُهان وروتنتسی (ارمنی: Հովհան Որոտնեցի؛  زادهٔ ۱۳۱۵ میلادی - درگذشته ۱۳۸۶ میلادی)، نویسنده و فیلسوف اهل ارمنستان بود.

## زندگی‌نامه
وی در ۱۳۱۵ در استان سیونیک به دنیا آمد و در دانشگاه گلادزور تحصیل نمود. وی در ۱۳۸۶ در سن ۷۰ سالگی درگذشت و در الینجه به خاک سپرده شد.